# روجر جوسلين
روجر جوسلين (بالإنجليزية: Roger Joslyn)‏ هو لاعب كرة قدم بريطاني في مركز الوسط، ولد في 7 مايو 1950 في كولشيستر في المملكة المتحدة. لعب مع كولتشستر يونايتد ونادي ألدرشوت ونادي ريدنغ ونادي واتفورد.